# Amatitlán (Messico)
Amatitlán è una municipalità dello stato di Veracruz, nel Messico centrale, il cui capoluogo è la località omonima.
Conta 7.987 abitanti (2015) e ha una estensione di 135,0 km². 		
Il nome della località significa luogo ricco di fichi.